# SC 1910 Käfertal
SC 1910 Käfertal is een Duitse sportclub uit Käfertal, een stadsdeel van Mannheim. De club is actief in voetbal, tennis, handbal, petanque en gymnastiek.   

## Geschiedenis voetbal
De club werd opgericht in 1910 en was aangesloten bij de Zuid-Duitse voetbalbond. In 1919 speelde de club voor het eerst in de hoogste klasse van de Odenwaldse competitie. Na twee plaatsen in de middenmoot ging de competitie op in de nieuwe Rijncompetitie. Deze bestond in het eerste seizoen uit vier reeksen en werd gehalveerd. Käfertal eindigde zevende en degradeerde. 
In 1943 ging de club een tijdelijke fusie aan met Mannheimer FC Phönix, om zo tijdens de oorlog een volwaardig team te kunnen opstellen. Als KSG Käfertal/Phönix trad de club aan in de Gauliga Baden en werd vierde op zes clubs. Het laatste seizoen werd voortijdig afgebroken. 
Na de oorlog ging de club weer zijn eigen weg. De club speelde aanvankelijk nog in de hogere amateurreeksen, maar is inmiddels weggezakt naar de onderste regionen van het Duitse voetbal. 